# Пам'ятники Дарницького району
У статті наведено перелік пам'ятників, меморіалів і скульптурних груп у Дарницькому районі столиці України міста Києва, а також подано короткі відомості про них.
У Дарницькому районі Києва розташована велика кількість меморіалів, пам'ятників і пам'ятних знаків на вшанування «трагедії і подвигу радянського народу» у Радянсько-німецькій війні, адже на території теперішнього міського району у роки війни розташовувався Дарницький концтабір.
У 2-й половині XX століття Дарниця активно забудовувалась, в тому числі нові мікрорайони постали у 1970—1990-ті. Нині це один із найзаселеніших районів Києва. У 2007 в районі вшанували солдатів-інтернаціоналістів, що полягли у війні в Афганістані.

## Перелік
Пам'ятники подаються у формі таблиці; за можливістю вказуються вихідні дані — розташування та точні географічні координати, дату встановлення, авторів, додаткові відомості тощо, наводяться фото. Всередині таблиць пам'ятники розміщені за іменами, кому або чому присвячені, а групуються за абеткою.
| Назва                                                                                           | Розташування                                                                      | Координати                                                                      | Короткі відомості | Зображення |
| ----------------------------------------------------------------------------------------------- | --------------------------------------------------------------------------------- | ------------------------------------------------------------------------------- | --- | ---------- |
| Воїнам-інтернаціоналістам                                                                       | на розі вулиць Вербицького та Декабристів на Дарниці                              | 50°24′32.47″ пн. ш. 30°39′22.73″ сх. д. / 50.4090194° пн. ш. 30.6563139° сх. д. | Встановлено урочисто (за присутності представників влади, ради ветеранів і громадськості) 15 лютого 2007 року (з нагоди 18-ї річниці виводу радянських військ після війни в Афганістані). Являє справжній бойовий автомобіль.                                                                      |            |
| Групі вояків радянської армії, що полягли на території Рембази                                  | за будинком по вулиці Поліській, 26                                               | 50°25′18.1″ пн. ш. 30°41′1.4″ сх. д. / 50.421694° пн. ш. 30.683722° сх. д.      | Невеликий монумент з написом «Солдатам офіцерам радянської армії які загинули тут від рук гітлерівських окупантів у 1941—1943 роках. Від воєнкому Київської Міської Ради депутатів трудящихся» встановлений поряд з 56 братськими могилами радянських воїнів. Пам'ятка історії місцевого значення. |            |
| Закатованим у Дарницькому концтаборі                                                            | у Дарницькому лісі                                                                | 50°25′44.4″ пн. ш. 30°41′40″ сх. д. / 50.429000° пн. ш. 30.69444° сх. д.        | Відкрито 3 грудня 1968 року на галявині Дарницького лісу. Автори — скульптор В.Зноба, архітектори О.Малиновський та Ю.Москальцев. |            |
| Жертвам Голодомору 1932-33 рр. у Дарниці                                                        | на території Дарницького цвинтаря (вул. Тепловозна, 2)                            |                                                                                 | |            |
| Жертвам Дарницького концтабору                                                                  | у сквері на розі Харківського шосе і вулиці Сімферопольської                      | 50°25′25″ пн. ш. 30°38′53.5″ сх. д. / 50.42361° пн. ш. 30.648194° сх. д.        | |            |
| Ковпаку Сидору                                                                                  | біля школи № 111 на вул. Здолбунівській, 7-Б                                      | 50°24′48.6″ пн. ш. 30°37′1″ сх. д. / 50.413500° пн. ш. 30.61694° сх. д.         | Гранітне погруддя радянського партизана Сидора Ковпака встановлене в 1969 році на території школи № 111, яка носить його ім'я. Пам'ятка монументального мистецтва та історії місцевого значення.                                                                                                   |            |
| На місці Дарницького концтабору, пам'ятний знак                                                 | біля прохідної військової частини по вулиці Бориспільській, навпроти будинку № 32 | 50°25′30.92″ пн. ш. 30°41′16.55″ сх. д. / 50.4252556° пн. ш. 30.6879306° сх. д. | Пам'ятка історії. |            |
| Пам'ятний знак на честь бойової співдружності партизанських бригад у роки Другої світової війни | на вулиці Славгородській в парку партизанської слави                              | 50°25′2″ пн. ш. 30°39′57″ сх. д. / 50.41722° пн. ш. 30.66583° сх. д.            | Встановлено у 1978 році. Архітектор К. Сидоров. |            |
| Радянським громадянам та військовополоненим, розстріляним фашистами                             | на Привокзальній площі в Новій Дарниці                                            | 50°25′48.1″ пн. ш. 30°38′47.95″ сх. д. / 50.430028° пн. ш. 30.6466528° сх. д.   | Пам'ятник громадянам та військовополоненим, розстріляним під час Другої світової війни встановлено 9 травня 1970 (в день 25-річчя Закінчення Другої світової війни). Автори — скульптори Вінайкін, Віктор Гречаник та архітектор К. Сидоров. Пам'ятка монументального мистецтва місцевого значення |            |
| Радянських і польських воїнів, меморіал                                                         | на території Дарницького цвинтаря (вул. Тепловозна, 2)                            |                                                                                 | |            |